# Zakęcie

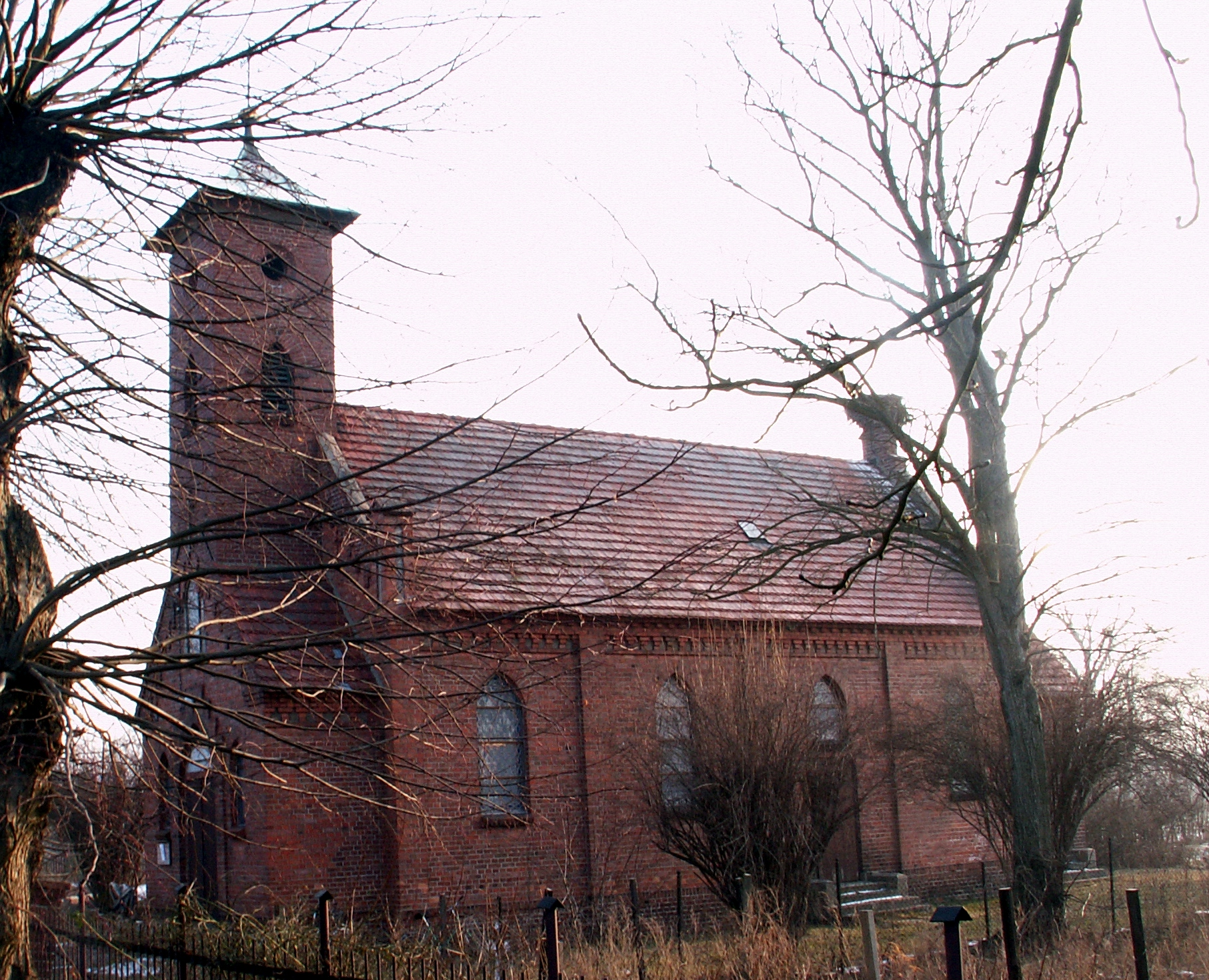
Dorfkirche

Zakęcie (deutsch Erkelsdorf) ist eine Ortschaft der Gemeinde Otyń im Powiat Nowosolski der polnischen Woiwodschaft Lebus.

## Geographische Lage
Zakęcie liegt etwa zwei Kilometer südwestlich von Otyń (Deutsch-Wartenberg), fünf Kilometer nordwestlich von Nowa Sól (Neusalz an der Oder) und siebzehn Kilometer südöstlich von Zielona Góra (Grünberg in Schlesien).

## Geschichte
Zakęcie wurde 1516 das erste Mal erwähnt und hieß zu damaliger Zeit Eckerstorff. Im Jahre 1791 wurde der Name in Erkelsdorf umbenannt. In Erkelsdorf gab es 1844 496 Einwohner, 55 Häuser, eine Landwirtschaftliche und eine Katholische Schule, die im Jahre 1801 eröffnet wurde. Erkelsdorf hatte keinen Bahnhof, obwohl es zwei Bahnverbindungen gab. Eine Bahnlinie führte von Breslau nach Grünberg und wurde 1871 erbaut; die andere Strecke stammt aus den Jahren 1903–1907 und führte von Neusalz nach Wollstein. Die Katholische Kapelle wurde im Jahre 1913 errichtet.
Der Ort hatte im Jahr 1933 445 Einwohner und im Jahr 1939 428 Einwohner. Er gehörte bis 1945 zum Landkreis Freystadt in Niederschlesien.